# Zdrajcy metalu
Zdrajcy Metalu – drugi studyjny album zespołu Nocny Kochanek, który został wydany 13 stycznia 2017 roku w formie CD przez Hand2Band. W lutym 2018 roku uzyskał status złotej płyty, a także został uznany „Płytą Rocku 2017” według słuchaczy Antyradia. Utrzymany jest w stylistyce heavy metalu.

## Lista utworów
1. „Poniedziałek” – 4:32
2. „Dżentelmeni metalu” – 4:18
3. „Pigułka samogwałtu” – 4:33
4. „Dziabnięty” – 3:53
5. „Łatwa nie była” – 3:55
6. „Dziewczyna z kebabem” – 6:14
7. „Smoki i gołe baby” – 3:28
8. „De Pajrat Bej” – 4:24
9. „Piosenka o niczym” – 1:25
10. „Zdrajca Metalu” – 4:33
11. „Pierwszego nie przepijam” – 4:00
12. „Gdzie jesteś?” – 2:02

## Wykonawcy
- Krzysztof Sokołowski – śpiew
- Arkadiusz Majstrak – gitara
- Robert Kazanowski – gitara
- Artur Pochwała – gitara basowa
- Tomasz Nachyła – perkusja

## Certyfikat
| Polska (ZPAV) | Tytułem        | Status          | Sprzedaż |
| ------------- | -------------- | --------------- | -------- |
| Polska (ZPAV) | Zdrajcy metalu | platynowa płyta | 30 000+  |